# Ixora patula
Ixora patula är en måreväxtart som beskrevs av Cornelis Eliza Bertus Bremekamp. Ixora patula ingår i släktet Ixora och familjen måreväxter. Inga underarter finns listade i Catalogue of Life.